# Faucogney-et-la-Mer
Faucogney-et-la-Mer è un comune francese di 607 abitanti situato nel dipartimento dell'Alta Saona nella regione della Borgogna-Franca Contea.

## Società

### Evoluzione demografica
Abitanti censiti